# Glace XII

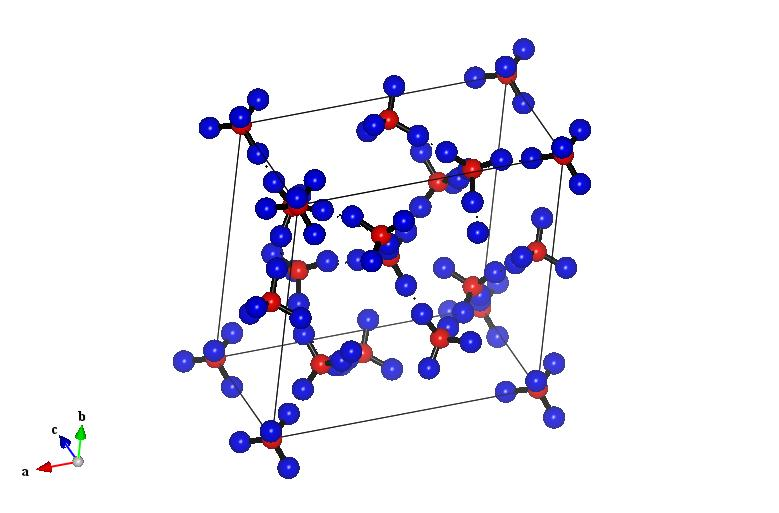

La glace XII est une phase cristalline dense et métastable de la glace d’eau.

## Découverte
La glace XII fut découverte par C. Lobban, J.L. Finney et W.F. Kuhs en 1996 et proprement identifiée en 1998.
Obtenue en refroidissant de l’eau liquide à 260 K sous une pression de 0,55 GPa, elle fut découverte à l’intérieur de la région de stabilité de la glace V. Des recherches ultérieures montrèrent que la glace XII peut être créée en dehors de cette zone. De la glace XII pure peut être créée à partir de glace amorphe haute densité sous haute compression (0,81 à 1,00 GPa·min-1) et à une température inférieure à −196,15 °C. Elle se transforme en glace Ic au-dessus de −138,15 °C.

## Caractéristiques
Bien que sa densité soit similaire à celle de la glace IV (1,29 g·cm-3 à −146,15 °C), la glace XII est un cristal tétragonal.